# Narcissus rupicola
Narcissus rupicola, auch Felsen-Narzisse genannt, ist eine Pflanzenart aus der Gattung der Narzissen (Narcissus) innerhalb der Familie der Amaryllisgewächse (Amaryllidaceae).

## Beschreibung

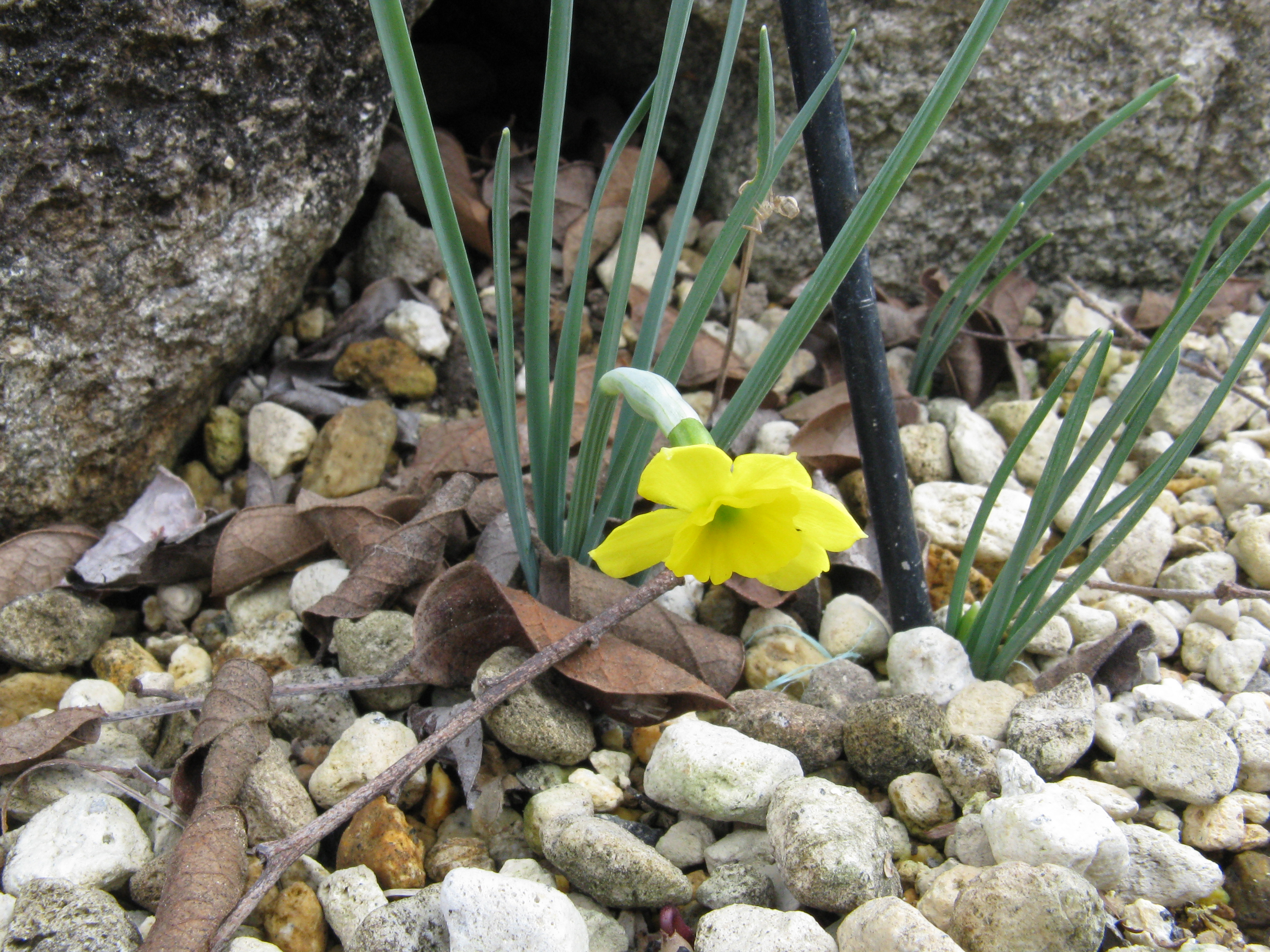
Habitus, Laubblätter und Blüte

### Vegetative Merkmale
Narcissus rupicola wächst als ausdauernde krautige Pflanze und erreicht Wuchshöhen von bis zu 15 Zentimetern. Ihre graugrünen Laubblätter sind aufrecht, gekielt und stielrund.

### Generative Merkmale
Auf einem relativ langen Blütenstandsschaft befindet sich nur eine Blüten. Der Blütenstiel ist nur sehr kurz bis kaum erkennbar, wodurch der Eindruck entsteht, dass die einzelne Blüte direkt ohne Blütenstiel auf dem Blütenstandsschaft steht; dies ist für die Bestimmung ein entscheidendes Artmerkmal.
Die zwittrigen Blüten sind bei einem Durchmesser von bis zu 3 Zentimetern radiärsymmetrisch und dreizählig. Die Blütenhüllblätter der Hauptkrone sind je nach Unterart reingelb oder weiß. Die Nebenkrone ist sechs- bis zwölflappig und nur etwa 4 Millimeter hoch.

## Standorte
Typisch für das Verbreitungsgebiet sind regenarme Sommermonate.

## Systematik und Verbreitung
Die Erstbeschreibung von Narcissus rupicola erfolgte 1830 durch Jean Marie Léon Dufour in Johann Jakob Roemer und Josef August Schultes: Systema Vegetabilium, 15. Auflage, Seite 958.
Je nach Autor gibt es von Narcissus rupicola etwa drei Unterarten, die manchmal als eigene Arten gewertet werden:
- Narcissus rupicola Dufour subsp. rupicola (Syn.: Narcissus apodanthus Boiss. & Reut., Narcissus rupicola subsp. guadalupensis M.Salmon): Sie kommt auf der Iberischen Halbinsel in Spanien und Portugal vor.[1][3]
- Narcissus rupicola subsp. marvieri (Jahand. & Maire) Maire & Weiller (Syn.: Narcissus marvieri Jahand. & Maire): Sie kommt im Hohen Atlas in Marokko vor.[1][3]
- Narcissus rupicola subsp. watieri (Maire) Maire & Weiller (Syn.: Narcissus watieri Maire): Sie gedeiht in Höhenlagen von 2600 bis 3400 Metern nur im Hohen Atlas in Marokko.[1][3] Die Blüte ist weiß.

## Verwendung als Zierpflanze
Die Narcissus rupicola ist nicht winterhart und wird deshalb in den gemäßigten Gebieten im Kalthaus kultiviert. Während der Sommermonate muss sie eher trocken gehalten werden.